# As a Man Thinketh
Pour plus de détails, voir Fiche technique et Distribution.
As a Man Thinketh (littéralement : Comme le pense un homme) est un film muet américain réalisé par Frank Cooley, sorti en 1914.

## Synopsis
William Jones (Frank Cooley) est un employé timide, facilement influençable, qui manque totalement de confiance en lui. Ayant consulté une diseuse de bonne aventure (Edith Borella (en)), qui lui dit qu'il a « une volonté de fer » et qu'il est « destiné à gouverner », il parvient, rentré chez lui, à prendre le dessus sur son épouse (Gladys Kingsbury), qui jusque là le dominait. Dans son travail, il parvient à ne plus se laisser influencer par ses collègues et même à oser demander une augmentation à son patron (Hugh Bennett), qui la lui promet s'il parvient à obtenir de la part d'un client récalcitrant la signature d'un contrat commercial. Il prend les papiers et est rapidement de retour avec le contrat signé. Le patron tient sa promesse et lui accorde l'augmentation promise. Désormais, lorsqu'il rentre chez lui, il trouve une femme qui le respecte profondément.

## Fiche technique
- Titre :  As a Man Thinketh
- Réalisation : Frank Cooley
- Scénario :
- Producteur :
- Société de production : American Film Manufacturing Company
- Société de distribution : Mutual Film
- Pays d'origine :  États-Unis
- Langue : film muet avec les intertitres en anglais
- Métrage : 300 m
- Format : Noir et blanc — 35 mm — 1,33:1 — Muet
- Genre : Comédie
- Durée : 10 minutes
- Dates de sortie : 
  -  États-Unis : 24 novembre 1914

## Distribution
- Gladys Kingsbury : Mme William Jones
- Frank Cooley : M. William Jones
- Edith Borella (en) : Lorita, la diseuse de bonne aventure
- Hugh Bennett : le président de l'entreprise de construction
- Fred Gamble : M. Steele